# Queenie Eye
Queenie Eye è un singolo del musicista inglese Paul McCartney, pubblicato nel 2013 ed estratto dall'album New.

## Il brano
McCartney ha spiegato che il titolo della canzone deriva da un gioco che faceva da bambino chiamato "Queenie, Queenie, who's got the ball?", e di aver utilizzato il canto legato al gioco che ricordava per la composizione del brano.

## Video
Il videoclip della canzone è stato diretto da Simon Aboud. Vede la partecipazione di diversi attori e non: Johnny Depp, George Ezra, Jeremy Irons, Chris Pine, Jude Law, Sean Penn, Alice Eve, James Corden, Meryl Streep, Tracey Ullman, Kate Moss, Jack Savoretti, Gary Barlow, Peter Blake, Tom Ford e altri.

## Tracce
1. Queenie Eye – 3:47